# Blepharicera japonica
Blepharicera japonica är en tvåvingeart som först beskrevs av Kitakami 1931.  Blepharicera japonica ingår i släktet Blepharicera och familjen Blephariceridae. Inga underarter finns listade i Catalogue of Life.